# Dépôt des cartes et plans de la Marine
Das Dépôt des Cartes et Plans de la Marine (deutsch: Depot der Karten und Pläne der Marine) war eine Behörde für kartografische Dienste, die 1720 vom französischen König Ludwig XV. gegründet wurde. Aus der Behörde ging später der hydrographische und ozeanografische Dienst der Marine (französisch: Service hydrographique et océanographique de la Marine, Abk.: SHOM) hervor.

## Vorlage von Karten und Plänen
Wesentliche Aufgabe der Behörde war, Pläne, Karten, Tagebücher und Memoiren der Marine zu sammeln, zu archivieren und zu konservieren. Daneben wurde sie schnell zu einem Ort der Kartenproduktion. 1773 erlangte sie das Monopol auf die Herstellung von Seekarten in Frankreich.

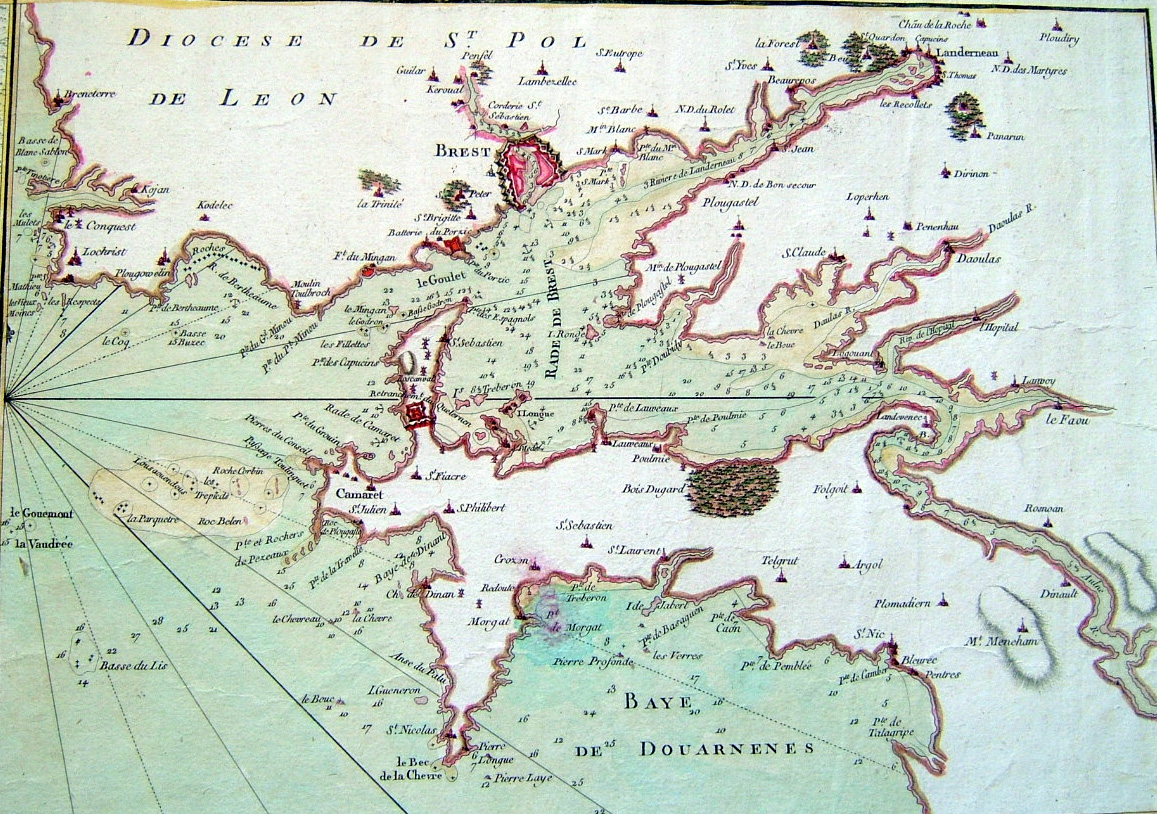
Karte des Hafens von Brest im Jahr 1779.

Beschluss des Conseil du Roi vom 5. Oktober 1773

« Sa Majesté [avait] ordonné en 1720 l'établissement d'un dépôt des cartes, journaux et mémoires maritimes, observations astronomiques, et opérations topographiques dont il a déjà été formé des cartes meilleures que celles dont on se servait auparavant ; étant d'ailleurs informée, Sa Majesté, que ce dépôt précieux et qui le deviendra chaque jour de plus, est actuellement en état de produire les fruits d'utilité que Sa Majesté a eu en vue en l'établissant. Ouï le rapport du sieur de Boynes, ministre secrétaire d'Etat ayant le département de la marine, Sa Majesté étant en son conseil, a ordonné et ordonne : qu'à l'avenir, toutes les cartes marines, portulans et instructions nécessaires pour la conduite des vaisseaux tant de guerre que de commerce du royaume, soient exclusivement composés, dressés et publiés au dépôt de Sa Majesté par des personnes capables de s'en bien acquitter et que ces ouvrages soient toujours accompagnés d'analyse imprimées et indicatives des autorités dont on se sera appuyé, non seulement afin d'inspirer aux navigateurs une juste confiance, en leur exposant au vrai le degré d'exactitude ou de doute que comporte ces cartes dans chacune de leurs parties ; mais encore, afin de les garantir de l'incertitude dangereuse où les jetterait un amas de cartes que pourraient publier sans cela, des particuliers qui, quoique dénués de matériaux suffisants pour les construire, les annoncent cependant sous des titres fastueux et exagérés, pour en activer la vente : qu'en conséquence, nul particulier, savant, géographe, hydrographe, officier de marine, pilote, ne pourra publier ces tels ouvrages, sans commission expresse. »

„Seine Majestät [hatte] im Jahr 1720 die Einrichtung eines Archivs für Karten, maritime Tagebücher und Memoiren, astronomische Beobachtungen und topografische Operationen angeordnet, aus dem bereits bessere Karten als die zuvor verwendeten erstellt worden waren; Darüber hinaus werden Seine Majestät darüber informiert, dass dieses kostbare Vorkommen, das von Tag zu Tag größer wird, derzeit in der Lage ist, die nützlichen Früchte hervorzubringen, die Seine Majestät bei der Errichtung im Sinn hatte. Hören Sie sich den Bericht von Sieur de Boynes an, Minister und Staatssekretär, der das Marineministerium, in dessen Rat Seine Majestät ist, befiehlt und befiehlt, dass in Zukunft alle Seekarten, Portolane und Anweisungen, die für die Führung sowohl des Krieges als auch des Kriegs erforderlich sind, in Kraft treten Handelsschiffe des Königreichs, ausschließlich von Personen verfasst, erstellt und im Archiv Seiner Majestät veröffentlicht werden, die in der Lage sind, diese Arbeit gut auszuführen, und dass diesen Werken immer gedruckte und indikative Analysen der Behörden beigefügt sind, auf die wir uns verlassen haben, nicht nur, um den Seefahrern gerechtes Vertrauen einzuflößen, indem ihnen der Grad der Genauigkeit oder Zweifel, den diese Karten in jedem ihrer Teile enthalten, wahrheitsgetreu dargelegt wird; sondern auch, um sie vor der gefährlichen Ungewissheit zu schützen, in die eine Masse von Karten sie stürzen würde, die andernfalls von Personen veröffentlicht werden könnten, die, obwohl sie nicht über ausreichende Materialien für ihre Erstellung verfügen, sie dennoch unter üppigen und übertriebenen Titeln veröffentlichen, der Reihe nach um den Verkauf zu aktivieren: dass folglich keine Einzelperson, kein Gelehrter, Geograph, Hydrograph, Marineoffizier, Lotse, in der Lage sein wird, solche Werke ohne ausdrückliche Genehmigung zu veröffentlichen.“

Ab 1886 übernahm der Service hydrographique et océanographique de la Marine (SHOM) die Aufgaben des Dépôt des cartes et plans de la Marine und erweiterte das Aufgabenspektrum, um mit den Anforderungen der modernen Hydrographie Schritt zu halten.

## Direktoren, Inspektoren

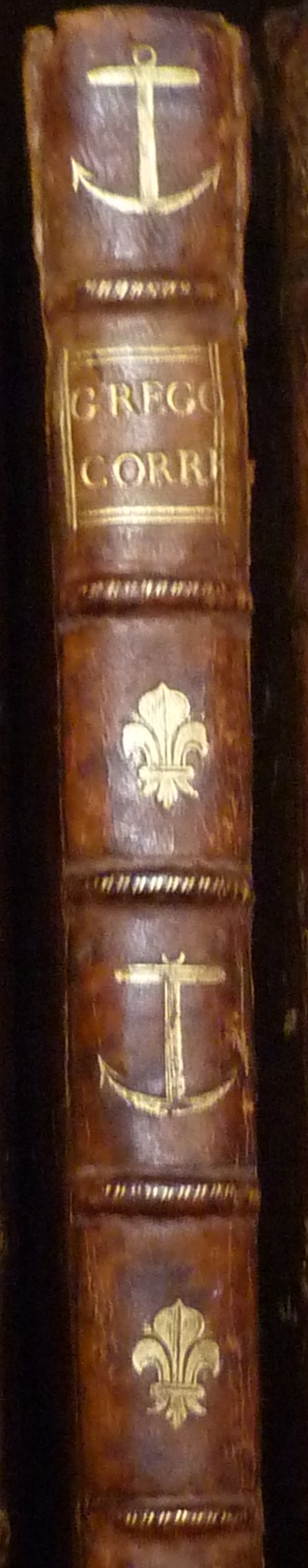
Buchrücken von 1743 aus dem Bestand des Dépôt des Cartes et Plans de la Marine.

Liste der Direktoren des Dépôt des Cartes et Plans de la Marine (1720–1886):
- 1720 – 1722: Charles-Hercule d'Albert de Luynes
- 1722 – 1734: Louis Charles de la Blandinière
- 1734 – 1750: Charles d'Albert du Chesne
- 1750 – 1756: Roland-Michel Barrin de La Galissonière
- 1756 – 1757: Antoine Alexis Perier de Salvert
- 1757 – 1762: Maximin de Bompar
- 1762 – 1773: François-Bernard de Narbonne-Pelet
- 1773 – 1776: Gabriel Joseph d'Oisy
- 1776 – 1792: Joseph Bernard de Chabert
- 1792 – 1795: vakant
- 1795 – 1805: François Étienne de Rosily-Mesros
- 1805 – 1808: Jean-Nicolas Buache
- 1808 – 1827: François Étienne de Rosily-Mesros
- 1827 – 1829: Élisabeth-Paul-Édouard de Rossel
- 1829 – 1833: Antoine Louis de Gourdon
- 1833 – 1839: Jacques Félix Emmanuel Hamelin
- 1839 – 1846: Emmanuel Halgan (amiral)
- 1846 – 1848: Anne Chrétien Louis de Hell
- 1848 – 1849: Pierre Cazeaux
- 1849 – 1864: Pierre Louis Aimé Mathieu
- 1864 – 1871: François-Edmond Pâris
- 1871 – 1877: Edmond Jurien de La Gravière
- 1877 – 1881: Georges Cloué
- 1881 – 1886: Albert Auguste Gicquel des Touches, Joseph-Marie Duburquois, Ernest de Jonquières

## Hilfsinspektoren
- bis 1775: Joseph Bernard de Chabert
- 1775 – 1789: Charles Pierre Claret de Fleurieu
- 1814 – 1827: Élisabeth Rossel

## Erste Hydrographen des Depots
- 1720 – 1737: Philippe Buache
- 1741 – 1772: Jacques-Nicolas Bellin
- 1772 – 1775: Giovanni Rizzi-Zannoni
- 1775 – 1789: Rigobert Bonne
- 1789 – 1825: Jean Nicolas Buache

## Weitere Hydrographen des Depots
- François-Pierre Le Moyne (von 1737 bis 1792)
- Jean-Etienne Croisey (von 1795 bis 1829)
- Magloire-Thomas Daussy (von  1792 bis 1824)
- Anne Chrétien Louis de Hell (von 1827 bis 1829 und von 1835 bis 1836)
- Élisabeth Rossel (von 1803 bis 1814)
- Pierre Daussy (von 1819 bis 1852)
- Charles-François Beautemps-Beaupré

## Graveure
- 1758 – 1795: Jean-Antoine Croisey

## Publikationen (Auswahl)
- Carte de la Méditerranée, 1737, Bellin
- Carte de l'océan Atlantique, 1772, Fleurieu
- Neptune François, 3e édition, 1773, Bellin